# Michael Moran
Michael Moran (irisch: Micheál Ó Móráin; * 25. Dezember 1912 im County Mayo; † 6. Mai 1983 in Castlebar, Co. Mayo) war ein irischer Politiker der Fianna Fáil.

## Biografie
Moran studierte nach dem Schulbesuch Rechtswissenschaft und war später als Solicitor tätig.
1938 wurde er als Kandidat der Fianna Fáil zum Mitglied des Unterhauses (Dáil Éireann) gewählt und vertrat dort nach neun darauffolgenden Wiederwahlen zunächst bis 1969 den Wahlkreis Mayo South und anschließend bis 1973 den Wahlkreis Mayo West.
Am 26. Juni 1957 wurde er von Premierminister (Taoiseach) Éamon de Valera zum Minister für die irischsprachigen Gebiete (Gaeltacht) ernannt. Im darauffolgenden Kabinett von de Valeras Nachfolger Seán Lemass war er zwischen dem 23. Juli 1959 und dem 11. Oktober 1961 Minister für Ländereien. Nach einer weiteren Kabinettsumbildung war er vom 11. Oktober 1961 bis zum 26. März 1968 Minister für Ländereien sowie Minister für die Gaeltacht in den Kabinetten von Lemass und Jack Lynch. Premierminister Lynch ernannte ihn danach im Rahmen einer Regierungsumbildung zum Justizminister. Dieses Amt bekleidete Moran bis zu seinem Rücktritt am 5. Mai 1970.
1973 schied er aus dem Dáil Éireann aus, nachdem er bei den Unterhauswahlen eine Niederlage erlitten hatte.